# Raciborowskie Góry
Raciborowskie Góry (pot. Raciborskie Góry) – wzniesienia na Równinie Gryfickiej o wysokości 70 m n.p.m., położone w woj. zachodniopomorskim, w powiecie kołobrzeskim, w gminie Brojce. 
Teren wzniesień został objęty specjalnym obszarem ochrony siedlisk Kemy Rymańskie.
Ok. 0,9 km na południowy wschód znajduje się wieś Rymań. Ok. 5,5 km na południowy zachód leży przysiółek Raciborów.
Nazwę Raciborowskie Góry wprowadzono urzędowo rozporządzeniem w 1949 roku, zastępując poprzednią niemiecką nazwę Fier Berge.